# Charlotte W. Hawes
Charlotte W. Hawes (ur. 7 lutego 1840, zm. 5 września 1926 w Bostonie) – amerykańska poetka i kompozytorka. Urodziła się we Wrentham w stanie Massachusetts. Pochodziła ze starej purytańskiej rodziny. Odebrała edukację domową. Potem uczyła się muzyki w Bostonie i w Nowym Jorku. Dalej studiowała w Niemczech, w Berlinie i Dreźnie. Jest znana jako autorka popularnej pieśni God Bless the Soldier (1890).